# Marisol (série télévisée, 2002)
 (mars 2019).
Si vous disposez d'ouvrages ou d'articles de référence ou si vous connaissez des sites web de qualité traitant du thème abordé ici, merci de compléter l'article en donnant les références utiles à sa vérifiabilité et en les liant à la section « Notes et références ».
Cet article concerne la série télévisée brésilienne. Pour la série télévisée québécoise, voir Marisol.
Pour les articles homonymes, voir Marisol.
Marisol est une telenovela brésilienne diffusée en 2002 par SBT.

## Distribution

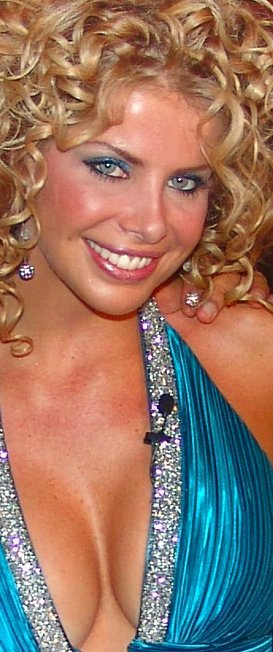
Karina Bacchi: Sabrina

| Acteur              | Personnage                               |
| ------------------- | ---------------------------------------- |
| Bárbara Paz         | Marisol Lima do Vale / Verônica Linhares |
| Carlos Casagrande   | Rodrigo Lima do Vale                     |
| Gabriela Alves      | Zulema de Carvalho                       |
| Alexandre Frota     | Mário Soares                             |
| Glauce Graieb       | Amparo Lima do Vale                      |
| Serafim Gonzalez    | Dr. Augusto Lima do Vale                 |
| Adriana ferreyr     | Vanessa Lima do Vale                     |
| Carlo Briani        | Dr. Mariano Reis                         |
| Vanessa Vholker     | Rosana Valverde                          |
| Roberto Arduim      | Leonardo Lima do Vale                    |
| Rodolfo de Freitas  | Alberto                                  |
| Magali Biff         | Inezita                                  |
| Douglas Aguillar    | Filipe                                   |
| Rodrigo Lombardi    | Francisco Soares (Chico)                 |
| Rosana Muniz        | Dorina                                   |
| Luiz Carlos Bahia   | Joaquim                                  |
| Chica Lopes         | Dolores                                  |
| Turíbio Ruiz        | Basílio                                  |
| Marisol Ribeiro     | Alessandra                               |
| Jacqueline Cordeiro | Teresa                                   |
| Cleide Queiroz      | Zalmúdia                                 |
| Carla Fioroni       | Mimi                                     |
| Alexandre Jábali    | Gervásio                                 |
| Dayse Pinheiro      | Cássia                                   |
| Gérson Marcch       | "Pulga"                                  |
| Yañes Miura         | "Piolho"                                 |
| Luah Galvão         | Teca                                     |
| Paulo Vasconcellos  | Zeca                                     |
| Arlete Montenegro   | Débora Valverde                          |
| Míriam Lins         | Sofia                                    |
| Rosaly Papadopol    | Margarida Soares                         |
| Sebastião Campos    | Adolfo Valverde                          |
| Breno Bonin         | Rogério Mendes                           |
| Abrahão Farc        | Dr. Heitor                               |
| Juan Alba           | Dr. Rubens                               |
| Martha Mellinger    | Carmem                                   |

## Diffusion internationale
| Pays   | Chaîne | Titre   | Série première |
| ------ | ------ | ------- | -------------- |
| Brésil | SBT    | Marisol | 9 avril 2002   |

## Versions
- Marcha nupcial (1977), produit par Valentín Pimstein pour Televisa.
- Marisol (1996), produit par Juan Osorio pour Televisa.